# 谷藤リョーコ
谷藤 リョーコ（たにふじ リョーコ、1977年3月22日 - ）は、近畿地方を拠点に活動している日本のタレント。主にリポーター、ラジオパーソナリティ、ナレーター、声優として活動している。
京都府生まれの兵庫県宝塚市育ち。本人は生まれ故郷の京都を出身地としている。梅花女子大学文学部日本文学科卒業。過去にはキャラに所属していたが、退所後はフリーで活動している。

## 出演

### テレビ番組
- 真夜中市場〜ハイヒールの眠れない夜〜（関西テレビ）
- リクエストたーいむ！（Music Japan TV）
- たかじん ONE MAN（毎日放送）
- せやねん!（毎日放送、2001年 - 2011年） - ナレーター
- ホップ!ステップ!シャンプー!（朝日放送、2002年 - 2012年） - ナレーター
- 冒険チュートリアル（関西テレビ、2009年 - 2012年） - 「ぜったいきてね！はじめての招待状」ナレーター
- 真夜中パンチィ（毎日放送、2011年） - ナレーター
- やかせて!ソーセージ（毎日放送、2011年） - ナレーター
- ソガのプワジ（毎日放送、2011年 - 2012年） - ナレーター
- 関西バンザイTV まぶしいチカラ → 千原ジュニアのまぶしいチカラ（毎日放送、2011年 - 2012年） - ナレーター
- 見知らぬ関西新発見!みしらん（朝日放送、2012年 - 2013年） - 「ヒットの裏にみしらんQ!」ナレーター
- ギョクセキっ!（関西テレビ、2013年 - 2014年） - ナレーター

### ラジオ番組
- 無敵!?ラジオ戦隊ナニガイヤー（AM KOBE） - リポーター
- DOKI♥ムネ RADIO JUNGLE → DOKI♥ムネ Radio Jungle☆ハイパー（e-radio、2003年 - 2004年） - 月曜・火曜パーソナリティ[6]
- e-radio ウィークリー増刊号!（e-radio、2003年） - 9月第1週パーソナリティ
- radio drive（e-radio、2004年 - 2005年） - 火曜パーソナリティ[7]
- MUSIC CLUB 835（ハミングFM宝塚）

### テレビCM
- イズミヤ - ナレーター
- ローズウッドゴルフクラブ

### ラジオCM
- 大手前大学

### 朗読会
- 第3回 大阪現代演劇祭＜仮設劇場＞ WA オープニング公演 ドラマリーディング「－劇場へ!!」（2005年）[4]
- 三十代の潜水生活 vol.1（名古屋市 K・Dハポン、2007年）[8]

### パチスロ機
- 超お父さん（本条ルリ、2006年）[9]
- 超お父さん2（本条ルリ、2007年）[9]

### ゲーム
- KOF MAXIMUM IMPACT 2（ナガセ、2006年）

### ビデオ
- 声のプロになれる！ナレーターの教科書 基礎編（アトス・インターナショナル、規格：DVD、2013年）